# Лебедева, Евдокия Алексеевна
Евдоки́я Алексе́евна Ле́бедева (21 сентября 1918, Тверская губерния, Российское государство — ?) — токарь Ленинградского завода «Электрик» Министерства электротехнической промышленности СССР, Герой Социалистического Труда (1971).

## Биография
Родилась 21 сентября 1918 года в Тверской губернии (ныне Тверская область) в семье крестьянина.
Окончив школу-семилетку, трудоустроилась на Ржевскую текстильную фабрику прядильщицей, затем работала на химическом комбинате. В 1939 году переехала в город Ленинград, окончила курсы машинистов-турбинистов и работала на электростанции. В годы Великой Отечественной войны добровольцем участвовала в прокладке «Дороги жизни». После прорыва блокады работала на лесозаготовках в Оятском (ныне — Лодейнопольском) районе Ленинградской области. В 1944 году вернулась в Ленинград, работала кочегаром, в 1949 году поступила на завод «Электрик» (где проработала до пенсии), освоив специальность токаря револьверщика.
Регулярно перевыполняла норму выработки, по итогам соцсоревнования признана лучшим токарем-револьверщиком. В 1959 году ей первой на заводе присвоили звание ударника коммунистического труда.
Указом Президиума Верховного Совета СССР от 20 апреля 1971 года «за выдающиеся успехи, достигнутые в выполнении заданий пятилетнего плана по развитию электротехнической промышленности» удостоена звания Героя Социалистического Труда с вручением ордена Ленина и золотой медали «Серп и Молот».
Жила в Ленинграде (ныне — Санкт-Петербург). Награждена орденами Ленина (20.04.1971), Трудового Красного Знамени (08.08.1966), медалями.